# HiPhi Y
HiPhi Y – elektryczny samochód osobowy typu crossover klasy wyższej produkowany pod chińską marką HiPhi w latach 2023–2024.

## Historia i opis modelu

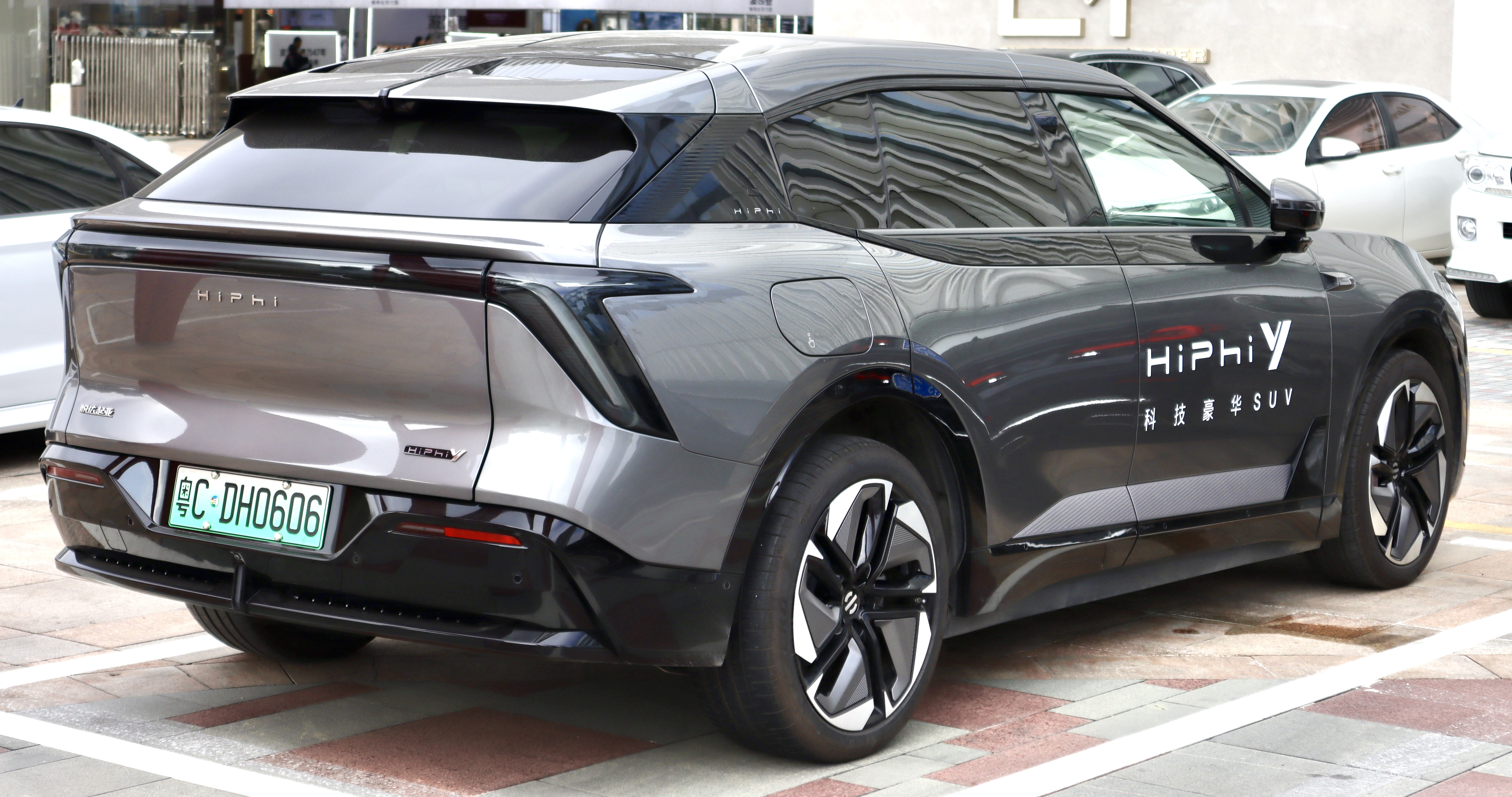
HiPhi X – tył

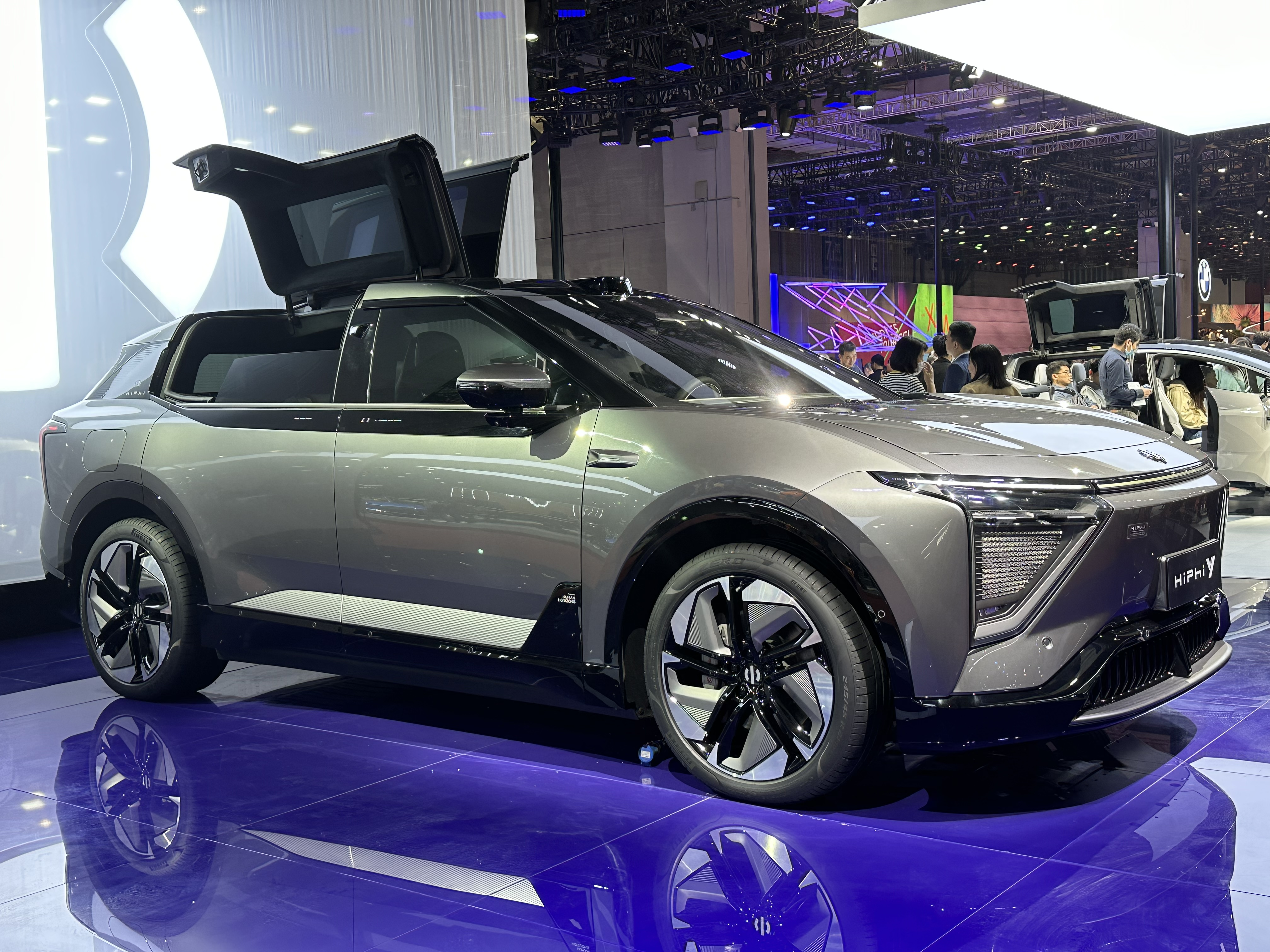
HiPhi Y – system drzwi

W kwietniu 2023 oferta chińskiej marki zaawansowanych technicznie samochodów elektrycznych HiPhi została poszerzona o trzeci pojazd, ze światową premierą podczas Shanghai Auto Show 2023. HiPhi Y przyjęło postać dużego crossovera plasującego się w gamie poniżej flagowego „X”, dzieląc razem z nim i innym modelem „Z” wspólną płytę podłogową oraz rozwiązania techniczne. Pod kątem stylistyki samochód zachował typowe dla chińskiej firmy wzornictwo, łączące nieregularnie ukształtowaną linię okien z łagodnie opadającą linią dachu, masywnymi nadkolami oraz rozbudowanym systemem oświetlenia. Reflektory, oprócz głównego pasa LED biegnącego przez całą szerokość nadwozia, zostały wzbogacone o duże, trójkątne powierzchnie świetlne, mogące wyświetlać zróżnicowane animowane piktogramy. Tylne lampy utworzył pas świetlny z dwuczęściowymi końcówkami, z kolei pod linią okien umieszczony został interaktywny wyświetlacz prezentujący ruchome symbole graficzne – wzorem reflektorów.
Podobnie jak w przypadku większego „X”, HiPhi Y zostało wyposażone w rozbudowany system tylnych drzwi, składający się z dodatkowymi, uchylanymi do góry fragmentami dachu, dla ułatwienia dostępu do drugiego rzędu siedzeń. Wnętrze utrzymane zostało w minimalistyczno-luksusowym wzornictwie, z opcjonalnymi 4 oddzielnymi fotelami z rozbudowanym zakresem regulacji.

### Sprzedaż
Początek sprzedaży elektrycznego crossovera na rodzimym rynku chińskim został wytyczony na drugą połowę 2023 roku. HiPhi Y uwzględniony został także w planach ekspansji na rynkach zachodnioeuropejskich. Wśród głównych rynków zbytu przewidziano m.in. Szwecję, Holandię, Danię, Niemcy oraz Norwegię, z Wielką Brytanią włącznie w 2024 roku.

### Dane techniczne
HiPhi Y to samochód w pełni elektryczny, do którego układu przewidziano po dwa rodzaje napędu i dwa typy akumulatorów. Odmiana tylnonapędowa rozwija moc 331 KM, z kolei dwusilnikowa przenosząca moc na obie osie 498 KM. Większa bateria charakteryzuje się pojemnością 76,6 kWh, z kolei topowa 115 kWh. Zasięg „Y” w zależności od konfiguracji wynosi, według chińskiej procedury pomiarowej, CLTC ok. 560, 765 lub 810 kilometrów na jednym ładowaniu.